# Гаєв Євген Олександрович
Євген Олександрович Гаєв (нар. 12 березня 1948) — український науковець у галузях механіки рідини, математики, історії науки та викладач університету, кандидат фізико-математичних наук (1978), доктор технічних наук (2001), професор та громадсько-політичний активіст, брат відомого українського журналіста Гаєва Юрія.

## Біографія і освіта
Народився 12 березня 1948 року в родині інженера Гаєва Олександра Михайловича (1921—1974) та вчительки Гаєвої (Вільтман) Раїси Павлівни (1923—2001) у Запоріжжі. Має брата Гаєва Юрія Олександровича, відомого українського журналіста. Раннє дитинство провів на Колимі (1952—1962), куди виїхали їхні батьки[25]. Цей ранній доволі рідкісний досвід суттєво вплинув на політичну свідомість обох братів. У 1962 р. батьки повернулися на Україну. Є.Гаєв вчився в СШ № 15 фізико-математичного профілю у м. Запоріжжі; брав участь у міських та республіканських олімпіадах учнів з математики та фізики. У 1966 р. закінчив 11 класів СШ № 15 та вступив до фізико-математичного факультету Харківського державного університету ім. О. М. Горького (ХДУ, тепер — ім. В. Н. Каразина). Був комсоргом на 2-му та 3-му курсах та комсоргом всього фізико-математичного факультету під час навчання на 4-му курсі. Нагороджений особистим фото біля прапору університету та поїздкою до Німецької демократичної республіки у складі студентського будівельного загону; вчився також на громадському факультеті суспільствознавчих наук. Пізніше, однак, виник конфлікт з партійною організацією факультету (хоча Гаєв Є. О. ніколи не був членом КПРС) та з КДБ[26], внаслідок чого отримав негативну характеристику партійного бюро на розподілі студентів по робочих місцях. По закінченні ХДУ у 1971 р. був вже у шлюбі з Гаєвою (Пластун) Катериною Антонівною, яка закінчила мех-мат ХДУ на рік раніше. Тому мав право на «вільний диплом» та влаштувався працювати інженером обчислювальної машин «Промінь» та «МИР» на кафедрі обчислювальної математики Запорізького машинобудівного інституту ім. В. Я. Чубаря (тепер — національний університет Запорізька політехніка); виконував госпдоговірні наукові дослідження для Запорізького титано-магнієвого комбінату та розпочав викладацьку діяльність асистентом тієї ж кафедри. У 1973 р. поступив до аспірантури Інституту гідромеханіки Національної Академії Наук України (тепер ІГМ НАНУ), де й працював 40 років. У 2013 р. перейшов працювати професором Національного авіаційного університету (НАУ). Тодішнім ректором НАУ Ісаєнко В. М. був нагороджений нагрудним знаком НАУ «За сумлінну працю»[27]. Внаслідок конфлікту з новим ректором НАУ Луцьким М. Г. був останнім звільнений з університету за, ніби-то, «аморальний поступок»[28]. Проте, суд Голосіївського району м. Києва у лютому 2023 р. визнав цей Наказ[29] незаконним та скасував його з поновленням Гаєва на роботі, стягненням з НАУ середнього його заробітку за час вимушеного прогулу та відшкодуванням моральної шкоди[30]. З початком війни Росії проти України виїхав на проживання до Німеччини. Там частково продовжував свою академічну діяльність в університеті Кьольну[23,24].

## Наукова та викладацька робота
Дисертацію кандидата фізико-математичних наук захистив у 1976 р. (ІГМ НАНУ). У докторській дисертації з технічних наук (ІГМ НАНУ, 2001) запропонував нове для теоретичної гідромеханіки поняття легкопроникна шорсткість (easily penetrable roughness) та її використання у розрахунках охолоджувальної спроможності великомасштабних бризкальних систем (БСО) у циркуляційних трактах АЕС та ТЕС, а також у проблемах екології. Така порівняно невеличка БСО вже існувала на Ладиженській ДРЕС та створювалася Харківським інститутом Атоменергопроєкт на Запорізькій АЕС. Доробок Гаєва Є. О. був оцінений економічним ефектом в 1 млн рублів; є свідоцтва СРСР на винаходи. Наукову роботу Є. О. Гаєв активно поєднував з педагогічною діяльністю. З появою можливості закордонних поїздок внаслідок перебудови, доповідав свої наукові результати на багатьох наукових конференціях та продовжував їх дослідження за закордонними грантами. Зокрема, за грантом НАТО організував у Києві міжнародну двотижневу школу-семінар[8] та був її виконавчим директором разом з науковими директорами лордом J.C.R.Hunt та академіком В. Т. Грінченко. У Національному авіаційному університеті викладав математику та кілька теоретичних дисциплін з використанням MATLAB, створив та видав за власний кошт кілька підручників[19-22]. Пропагував на вітчизняних та закордонних конференціях новий науково-освітній підхід «Власних відкриттів студентів» за допомогою програмування проблем, що вивчаються[11,22]. Двічі організовував міжнародну наукову конференцію[25] з широким залученням також вчителів України. Підготував трьох кандидатів фіз-мат наук.

## Громадська активність
Зі школи відрізнявся громадсько-політичною активністю. Однак у ХДУ це призвело до конфлікту із КДБ[26] та партбюро КПРС. Є. Гаєв радо зустрів перебудову, оголошену М. С. Горбачовим, став одним з перших членів Народного Руху за Перебудову, депутатом Голосіївської районної Ради, першою демократичною райрадою у м. Києві, очоленою М. І. Бідзілею, та активним учасником багатьох політичних подій та Майданів в Україні. Під час серпневого путчу в СРСР був у списках Першого відділу ІГМ НАНУ на арешт. На мітингах та багатьох сторінках Фейсбуку відстоював принципи демократії, академічної доброчесності[21]. Автор публікацій у ФБ та у кількох газетах (2010) щодо ненауковості докторської дисертації президента В. Ф. Януковича; з аналогічною заявою щодо дисертації М. Г. Луцького звертався до МОН України (2015), виступав проти міністра освіти С. М. Шкарлета та його Державної премії у галузі освіти. В НАУ створив ФБ-сторінку «Якби ректором став я …». За що й був звільнений[28] ректором Луцьким.
Опублікував кілька науково-популярних статей [12-18].

## Відзнаки
- Грант на 6-місячне дослідження в Institute für Technische Thermodynamik, Universität Karlsruhe (granted «Badenwerk Stiftung» Foundation, Germany, 1993);
- Грант на двотижневе відвідання von Karman Institute for Fluid Dynamics (Belgium, NATO Linkage Grant, 1994);
- Грант на участь у Fluid Mechanics Conf., Bologna, Italy (1995);
- Три гранти від The Royal Soc. до Fluid Mech. Research Group of Surrey Uni (UK, 1996, 1998 та 1999);
- Грант від Deutsche Forschungsgemeinschaft на 3-місячну роботу в Institute of Hydromechanics University of Karlsruhe (1997);
- USA National Science Foundation's grant до Colorado State University, Civ. Eng. Dep. (Fort Collins, USA); візит до California State University (Davis) для наукової презентації (2001);
- NATO-грант на проведення в Україні NATO Advanced Study Institute PST.ASI.980064 Flow and transport processes in complex obstructed geometries: from cities and vegetative canopies to industrial problems[8] (May 4 — 15, 2004, Kyiv);
- Перше місце на російському конкурсі www.exponenta.ru (2015), http://old.exponenta.ru/educat/competit/nagrada1_2015.asp
- Грант від MathWorks Inc. для участі в семинарі «Teaching with MATLAB» (Carleton College, USA, 2019).
- Нагрудний знак НАУ «За сумлінну працю» (2019).

## Вибрані праці
[1] Гаев Е. А. Задачи сопряжения для уравнений струйного пограничного слоя. — Препринт Института математики АН УССР, N 77-12, 1977. — 27 с.
[2] Гаев Е. А. и др. Расчет радиационной обстановки в районе АЭС с учетом реальной нестационарности метеоусловий. — Радиационная безопасность и защита АЭС, вып.7. М.: Энергоиздат, 1982
[3] Гаев Е. А. и др. Натурные исследования локальных аэротерми-ческих характеристик брызгальной системы охлаждения Ладыжинской ГРЭС. — Гидромеханика, 48, 1983, с.70-74.
[4] Gayev Ye.A. ea. Interaction of stabilized flow with an easily penetrable, particulate roughness. — Fluid Mech.- Sov. Res. (USA), _19 ., No. 3, pp. 13-21.
[5] Гаев Е. А. Метод теплового расчета крупномасштабных брызгальных систем охлаждения. — Промышл. теплотехника, 1987, 9, N4, с.53-61.
[6] Гаев Е. А. И др. Турбулентные течения, сформированные проницаемой шероховатостью. — В кн.:Механика неоднородных и турбулентных потоков. М.: Наука, 1989, с.107-115.
[7] Gayev Ye. Aerothermal theory of an Easily Penetrable Roughness. Particular application to the atmospheric flow in and over longscale Spray Cooling System. — Il Nuovo Cimento (Bologna, Italy), 1997, v.20 °C, N. 3, pp. 331—342.
[8] Gayev Ye.A., Hunt J.C.R. (Editors) Flow and Transport Processes with Complex Obstructions: Applications to Cities, Vegetative Canopies, and Industry. NATO Science Series, Springer Publ., 2006, v. 236, 350 pp. (http://www.springer.com/us/book/9781402053832)
[9] Gayev Ye.A., Savory E., Toy N. Wind-tunnel investigation of a complex canopy shear flow. In: Wind Engineering into the 21th Century, Balkema Publ., 1999 pp. 191—198.
[10] Гаев и др. Моделирование стабилизированного потока вязкой жидкости в некруглых каналах с легкопроницаемой шероховатостью. — Прикладна гідромеханіка, 2011, 13(85), № 2, с. 3 — 16.
[11] Gayev Ye.A., Azarskov V.M. Educational «Own Discoveries» Method by an easy MATLAB-Programming for Engineers. http://proceedings2018.caeconference.com/posteraward/PosterAward_2018_finalists%2038.pdf
[12] Гаєв Є. та ін. Видатний учений польського народу. До 500-рiччя М.Коперника. — Газета «Запорiзька правда» 18 лютого 1973 р.
[13] Гаев Е. А. Людвиг Прандтль в гидромеханике прошлого и будущего. Прикладна гідромеханіка, 2014, т.16, № 2, с.3 — 16. http://hydromech.org.ua/content/pdf/ph/ph-16-2(03-16).pdf
[14] Гаєв Є. Як знайти порядок. Науково-популярна стаття. Країна знань", 2019, № 4-5. https://www.krainaz.org/2019-05/511-n0ryadok
[15] Гаєв Є. О. Ліс і вітер: фізика та математика їх дружби та ворожнечі. — ХІІІ Погребняківські читання). 5-6 жовт. 2012.
[16] Гаєв ін. Звук та музика в курсі програмування. — Інженерія програмного забезпечення, 2014, № 3(19), с. 41 — 48. [
17] Гаєв Є. О. MATLAB-програма дисперсії світла на призмі та метод навчання на «Власних відкриттях» друк. Інформаційні технології в освіті, 2018, № 3(36), с. 30-35. http://ite.kspu.edu/webfm_send/988
[18] Гаєв Є. О. MATLAB-проект «Аналоговий годинник» друк. Інформаційні технології в освіті, 2019, № 4(41), с. 34-47. (DOI: 10.14308/ite000707, http://ite.kspu.edu/index.php/ite/article/view/758/752
[19] Gayev Ye.A. e.a. MATLAB for Math and Programming. Textbook. Zaporizhzhya: Polygraph, 2006, 101 p. (new edition in 2015 awarded by Russian Math. site http://www.exponenta.ru/educat/competit/nagrada1_2015.asp
[20] Гаєв Є. О. ін. Сучасне програмування, у двох частинах. Навч. посібник. К.: НАУ, 2017 та 2019.
[21] Гаєв Є. О. Шість уроків з академічної доброчесності. Навч. посібник, К.: Інтерсервіс, 2020. — 42 с.
[22] Гаєв Є. О. Теорія інформаційних процесів методом відкриттів з MATLAB і Java. Навч.-дослідницька робота з дисципліни «Основи теорії інформаційних процесів та кодування». — К.: Інтерсервіс, 2021. — 258 с.
[23] Гаєв Є. Гроші йтимуть за студентом чи викладачем? Яка ціна диплома, чи ставлять хороші оцінки без належних знань і до чого це призводить — шукаємо відповіді. Газета «Україна молода», № 21, 24 травня 2023, с. 7 — 8. https://umoloda.kyiv.ua/number/3856/188/175565/
[24] Yevgeny Gayev Attractive Algorithms to Inspire Learning Programming and Mathematics, 03.05.2022. Abstract für Kolloquium (uni-koeln.de)
[25] Second International Conference «MATLAB and Computer Calculation in Education, Science and Engineering», April 24 — 28, 2021 р., Kyiv. 74 pp. (Editor, author of 3 abstr.) https://www.academia.edu/49645019/Second_international_conference_MATLAB_and_computer_calculations_in_education_science_and_engineering_April_24_28_2021_Kyiv_Друга_міжнародна_конференція_MATLAB_та_компютерні_обчислення_в_освіті_науці_та_інженерії_Квітень_24_28_2021_р_Київ